# Anomphax gnoma
Anomphax gnoma là một loài bướm đêm trong họ Geometridae.